# Morozko
Morozko (in russo Морозко?) è un film del 1965, diretto da Aleksandr Arturovič Rou.

## Trama
All'interno di una coppia di persone di una certa età è la donna ad esercitare il potere, e a favorire in ogni modo la propria figlia Marfuška, non dotata di quelle che si dicono buone qualità ed apparenze, a discapito della figlia del marito, la bella e buona Nasten'ka, trattata come una sorta di Cenerentola.
In un villaggio poco distante vive Ivan, corteggiato giovane di bell'aspetto ma un po' troppo pieno di sé. Nel suo vagabondare nella foresta egli incontra dapprima una banda di briganti: Ivan lancia le loro clave al cielo con tanta veemenza che, a suo dire, sarebbero ridiscese in terra solo l'inverno successivo. Poi egli si imbatte nel vecchio Staričok, sotto forma di fungo, che lo fa riflettere sul proprio egoismo e, per castigo, lo dota magicamente di una testa d'orso, la qual cosa non gli rende facile compiere la buona azione alla quale egli si è finalmente votato per redimersi, tanto più che ora Ivan ha incontrato Nasten'ka nel bosco, e se ne è innamorato. Solo un'anziana cieca, appunto perché non vede il suo aspetto, accetterà di farsi aiutare da lui.
Intanto un corteggiatore, accompagnato da una sensale, si è presentato da Marfuška, ma a lei preferisce la sorellastra Nasten'ka. L'offesa matrigna allora vorrebbe convincere il succube marito ad abbandonare la figlia nella foresta: il padre di Nasten'ka si rifiuta di farlo, solo per accorgersi che la figlia si è da sé stessa allontanata, per non appesantire ulteriormente la servitù coniugale a cui è assoggettato il padre. Nella foresta Nasten'ka incontra Morozko intento a munire gli alberi di una coltre invernale, e che, predicendole un radioso futuro con Ivan, la ospita in casa propria.
Ivan si rivolge alla strega Baba Jaga, chiedendole di fargli ritrovare Nasten'ka. La strega, dopo un tira-e-molla basato su chi debba finire ad arrostire nel forno, finge di accondiscendere alle richieste del giovane, ma in realtà manda il proprio gatto nero presso la dimora di Morozko, dove l'animaletto stregato fa in modo che Nasten'ka finisca ibernata, immota e rigida in una coltre di ghiaccio.
Ivan, ormai guarito dal proprio egocentrismo, libera Nasten'ka, ed i due si dirigono a casa, in un cocchio trainato da cavalli bianchi. Inutile si rivela il tentativo di Baba Jaga, che si rivolge ai briganti promettendo oro, di nuocere alla coppia: le clave, lanciate in aria tempo addietro, finalmente ritornano sulla terra e tramortiscono i malfattori. Marfuška, che pure si era rivolta a Morozko, riceve come dote dileggiatoria dal signore del gelo un baule pieno di corvi, mentre Ivan e Nasten'ka, sotto gli auspici del padre di lei, ormai svincolatosi dalla perniciosa sottomissione alla moglie, si accingono a celebrare il proprio matrimonio.

## Produzione

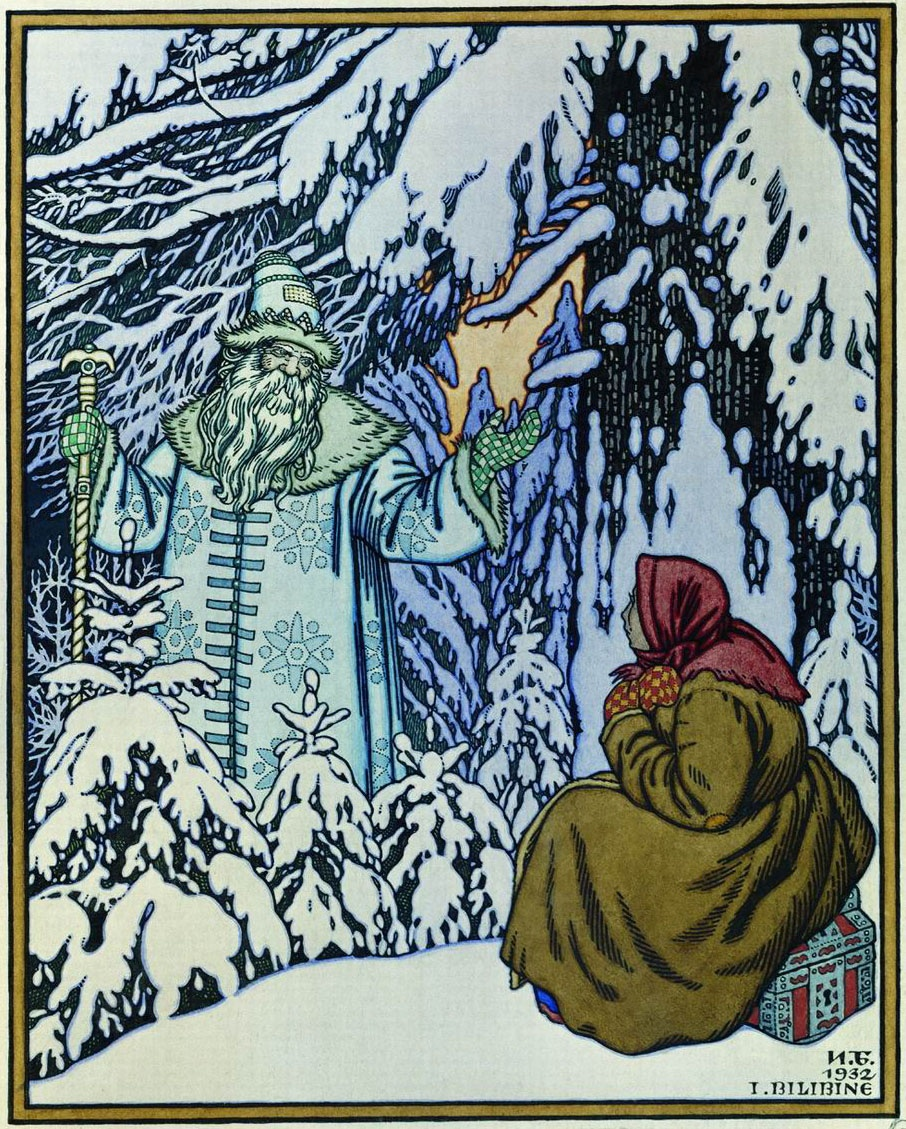
Illustrazione di Ivan Bilibin per la favola Morozko.

Morozko è basato sulla fiaba tradizionale russa dallo stesso nome, ancora molto popolare in Europa centrale e orientale, e presenta diversi personaggi tipici della mitologia slava, come appunto Nonno Gelo e la strega Baba Jaga. Altre fiabe, come "L'orso Ivan", sono comunque entrate a far parte del soggetto del film.

## Distribuzione
La prima del film ha avuto luogo il 24 marzo 1965 in Unione Sovietica. Le uscite cinematografiche si sono susseguite nella DDR (17 dicembre 1965, con il titolo Abenteuer im Zauberwald), negli USA (settembre 1966, col titolo Jack Frost ed una nuova colonna sonora), in Messico (6 marzo 1969) e in Finlandia (30 novembre 1974). I primi passaggi televisivi hanno avuto luogo in Cecoslovacchia (con il titolo Mrazík o Mrázik, doppiato da František Filipovský, generalmente trasmesso per le festività natalizie dal 1965), e nella DDR (a cominciare dal 7 gennaio 1967, canale TV DFF1).
Il film è apparso su videocassetta, di produzione tedesca, nel 1994, e, di produzione anglosassone, su VHS della United Home Video, col titolo Magical Wonderland.
Il DVD della ditta "Ruscico" di Mosca (con doppiaggi in svariate lingue) è uscito nel 2000, e comprende scene precedentemente tagliate e materiale extra. Nel 2005 è apparso il DVD a cura della Icestorm Entertainment (col titolo Väterchen Frost – Abenteuer im Zauberwald, della serie „Die schönsten Märchenklassiker der russischen Filmgeschichte“). Il DVD uscito nel luglio 2010 riprende la programmazione del film nel 1997 all'interno del programma televisivo satirico statunitense Mystery Science Theater 3000 (episodio 813).

## Accoglienza
Steven Spielberg ha dichiarato che Morozko è stato il precursore di molti blockbuster hollywoodiani.
Filmdienst riporta: "Una fiaba popolare russa popolata da maghi, streghe e briganti, in cui anche la natura gioca un ruolo attivo. Con il discrimine fra bene e male indicato chiaramente, il film, sapientemente messo in scena ed interpretato con bravura, può fornire intrattenimento non solo ad un pubblico giovanile".

## Riconoscimenti
Il film ha vinto il Leone d'oro alla 26ª Mostra internazionale d'arte cinematografica di Venezia del 1965 nella categoria "Film per bambini". Nel 1966 il film ha ottenuto il premio dell’All-Union Film Festival come miglior film per bambini. Inna Čurikova ha ricevuto la medaglia d'argento "Masaryk", conferita dall'ambasciatore ceco in URSS Jaroslav Basta, per la sua interpretazione di Marfuška nel film.

## Altri media
Il videogioco ceco Pohádka o Mrazíkovi, Ivanovi a Nastěnce ("Favola di Morozko, Ivan e Nast'a") è fortemente ispirato al film.